# Автоматичне регулювання процесом зневоднення ежектуванням
Автоматизація процесу зневоднення ежектуванням

## Процес зневоднення ежектуванням як об'єкт регулювання
На рис. 1 показана структура чинників процесу зневоднення ежектуванням.
Основними вихідними параметрами є продуктивність установки по кеку і його вологість (G, Wзнев). Додаткові вихідні чинники — швидкість ежектуючого аґента і коефіціент ежекції (VA, Ki).
Збурюючі впливи: гранулометричний склад концентрату (Г), температура ежектуючого аґента (ТА). Основними керуючими впливами на об'єкт прийняті об'ємне навантаження (Qвих), вихідна вологість матеріалу (Wвих) і витрата повітря (Qпов).
Зазначимо, що процес зневоднення ежектуванням як об'єкт автоматизації по каналу «швидкість на зрізі сопла» — «вологість кеку» можна представити аперіодичною ланкою першого порядку.

## Система автоматичного регулювання процесом зневоднення ежектуванням

Схема автоматизації процесу зневоднення ежектуванням, наведена на рис. 2. Тут спрощено зображена технологічна схема зневоднення ежектуванням, що включає: бункер сирого вугілля, компресор, ресивер, ежектор, збірник, циклон, вентилятор. Автоматичне регулювання процесом зневоднення ежектуванням включає:
- Систему контролю верхнього та нижнього рівня матеріалу в бункері вихідного живлення (поз. 1).
- Систему контролю тиску в ресивері (поз. 2).
- Систему контролю наявності аерозолю (поз. 3).
- Система автоматичного регулювання вологості зневодненого матеріалу (поз. 4).